# Midyjev izrek
Midyjev izrek v matematiki obravnava desetiški razvoj ulomkov oblike a/p, kjer je p praštevilo, ulomek a/p pa je okrajšani neskončni desetiški ulomek s sodo periodo. Imenuje se po francoskem matematiku E. Midyju. Če je perioda desetiškega razvoja ulomka a/p v intervalu (0,1) enaka 2n, velja {\displaystyle a=1\!\,} in:
{\displaystyle {\frac {1}{p}}=0,{\overline {a_{1}a_{2}a_{3}\dots a_{n}a_{n+1}\dots a_{2n}}}\!\,,}
števke v drugi polovici ponavljajoče desetiške periode pa so komplementarne glede na 9 z odgovarjajočimi števkami v prvi polovici, oziroma:
{\displaystyle a_{i}+a_{i+n}=9\!\,,}
{\displaystyle a_{1}\dots a_{n}+a_{n+1}\dots a_{2n}=10^{n}-1\!\,.}
Ta lastnost se imenuje tudi Midyjeva lastnost ali lastnost devetic. Vodilne ničle se v nizih zanemarja.
Na primer:
{\displaystyle {\frac {1}{7}}=0,{\overline {142857}}{\text{ in }}142+857=999\!\,,}
{\displaystyle {\frac {1}{11}}=0,{\overline {09}}{\text{ in }}0+9=9\!\,,}
{\displaystyle {\frac {1}{13}}=0,{\overline {076923}}{\text{ in }}076+923=999\!\,,}
{\displaystyle {\frac {1}{17}}=0,{\overline {0588235294117647}}{\text{ in }}05882352+94117647=99999999\!\,.}
Prva najmanjša praštevila za katera velja Midyjev izrek so (OEIS A028416):
7, 11, 13, 17, 19, 23, 29, 47, 59, 61, 73, 89, 97, 101, 103, 109, 113, 127, 131, 137, 139, 149, 157, 167, 179, 181, 193, 197, 211, ...

## Midyjev izrek za nekatera sestavljena števila
Midyjev izrek velja tudi za nekatere potence praštevil in za sestavljena števila m, deljiva z {\displaystyle 10^{p}+1\!\,}. Na primer:
{\displaystyle {\begin{aligned}{\frac {1}{7^{2}}}&={\frac {1}{49}}=0,{\overline {020408163265306122448979591836734693877551}}\\&{\text{ in }}020408163265306122448+979591836734693877551=999999999999999999999\!\,,\end{aligned}}}
{\displaystyle {\frac {1}{11^{2}}}={\frac {1}{121}}=0,{\overline {0082644628099173553719}}{\text{ in }}00826446280+99173553719=99999999999\!\,,}
Na primer {\displaystyle 10^{3}+1=7\cdot 11\cdot 13=1001\!\,} imajo poleg praštevil 7, 11 in 13 Midyjevo lastnost tudi njihovi produkti 77, 91, 143 in 1001:
{\displaystyle {\frac {1}{77}}=0,{\overline {012987}}{\text{ in }}12+987=999\!\,,}
{\displaystyle {\frac {1}{91}}=0,{\overline {010989}}{\text{ in }}10+989=999\!\,,}
{\displaystyle {\frac {1}{143}}=0,{\overline {006993}}{\text{ in }}6+993=999\!\,.}
Midyjev izrek velja tudi za nekatera sestavljena števila, ki so mnogokratniki praštevil s sodimi dolžinami period:
14, 22, 26, 28, 34, 35, 38, 44, 46, 52, 55, 56, 58, 65, 68, 70, 76, 85, 88, 92, 94, 95, 98, ...
ne velja pa za mnogokokratnike, kot so:
21, 33, 39, 42, 51, 57, 63, 66, 69, 78, 84, 87, 99, 102, ...
Prva najmanjša števila za katera velja Midyjev izrek so tako (OEIS A187040):
7, 11, 13, 14, 17, 19, 22, 23, 26, 28, 29, 34, 35, 38, 44, 46, 47, 49, 52, 55, 56, 58, 59, 61, 65, 68, 70, 73, 76, 77, 85, 88, 89, 91, 92, 94, 95, 97, 98, ...

## Razširjeni Midyjev izrek
Če je k delitelj dolžine sode periode ulomka a/p (p praštevilo), razširjeni Midyjev izrek pravi, da je vsota nizov po k števk enaka mnogokratniku {\displaystyle 10^{k}-1\!\,}. Poleg tega velja tudi, če je k enak 2 ali 3, je vsota nizov točno enaka {\displaystyle 10^{k}-1\!\,}.
Na primer:
{\displaystyle {\frac {1}{7}}=0,{\overline {142857}}\!\,,}
Če se razdeli niz periode na dele z 2 ali 1 števko, se dobi:
{\displaystyle 14+28+57=99\quad (\equiv 0{\pmod {10^{2}-1}})\!\,}
{\displaystyle 1+4+2+8+5+7=27=3\cdot 9\quad (\equiv 0{\pmod {10^{1}-1}})\!\,.}
{\displaystyle {\frac {1}{17}}=0,{\overline {0588235294117647}}\!\,.}
Če se razdeli niz periode (dolžina periode je 17 - 1 = 16) na dele s 4, 2 ali 1 števko, se dobi:
{\displaystyle 0588+2352+9411+7647=1998=2\cdot 9999\quad (\equiv 0{\pmod {10^{4}-1}})\!\,}
{\displaystyle 05+88+23+52+94+11+76+47=396=4\cdot 99\quad (\equiv 0{\pmod {10^{2}-1}})\!\,}
{\displaystyle 0+5+8+8+2+3+5+2+9+4+1+1+7+6+4+7=72=8\cdot 9\quad (\equiv 0{\pmod {10^{1}-1}})\!\,.}
{\displaystyle {\frac {1}{19}}=0,{\overline {052631578947368421}}\!\,,}
kjer je dolžina periode enaka 19 - 1 = 18. Če se razdeli niz periode na dele s 6, 3, 2 ali 1 števko, se dobi:
{\displaystyle 052631+578947+368421=999999\quad (\equiv 0{\pmod {10^{6}-1}})\!\,}
{\displaystyle 052+631+578+947+368+421=2997=3\cdot 999\quad (\equiv 0{\pmod {10^{3}-1}})\!\,}
{\displaystyle 05+26+31+57+89+47+36+84+21=396=4\cdot 99\quad (\equiv 0{\pmod {10^{2}-1}})\!\,}
{\displaystyle 0+5+2+6+3+1+5+7+8+9+4+7+3+6+8+4+2+1=81=9\cdot 9\quad (\equiv 0{\pmod {10^{1}-1}})\!\,.}

## Midyjev izrek za druge osnove
Midyjev izrek in njegova razširitev nista odvisna od posebnih lastnisti desetiškega razvoja, tako da veljata v poljubni osnovi b, kjer  10k − 1 nadomesti bk − 1, seštevanje pa poteka v osnovi b. Na primer osmiško:
{\displaystyle {\frac {1}{19}}=0,{\overline {032745}}_{8}\!}
{\displaystyle 032_{8}+745_{8}=777_{8}\!\,}
{\displaystyle 03_{8}+27_{8}+45_{8}=77_{8}\!\,.}

## Dokaz Midyjevega izreka
Midyjev izrek se lahko dokaže s prijemi teorije grup, pa tudi z elementarno algebro in modularno aritmetiko.
Naj je p praštevilo, a/p pa ulomek med 0 in 1. Predpostavi ss, da ima perioda v razvoju ulomka a/p v osnovi b dolžino ℓ, kar da:
{\displaystyle {\begin{aligned}&{\frac {a}{p}}=[0,{\overline {a_{1}a_{2}\dots a_{\ell }}}]_{b}\\[6pt]&\Rightarrow {\frac {a}{p}}b^{\ell }=[a_{1}a_{2}\dots a_{\ell }.{\overline {a_{1}a_{2}\dots a_{\ell }}}]_{b}\\[6pt]&\Rightarrow {\frac {a}{p}}b^{\ell }=N+[0,{\overline {a_{1}a_{2}\dots a_{\ell }}}]_{b}=N+{\frac {a}{p}}\\[6pt]&\Rightarrow {\frac {a}{p}}={\frac {N}{b^{\ell }-1}}\end{aligned}}}
kjer je N celo število, katerega razvoj v osnovi b je niz a1a2...aℓ.
b ℓ − 1 je mnogokratnik p, ker je (b ℓ − 1)a/p celo število. Poleg tega bn−1 ni mnogokratnik p za katerokoli vrednost n manjšo od ℓ, saj bi bila potem dolžina ponavljajoče se periode ulomka a/p v osnovi b manjša od ℓ.
Naj je sedaj ℓ = hk. Potem je b ℓ − 1 mnogokratnik bk − 1. Naj je b ℓ − 1 = m(bk − 1), tako, da velja:
{\displaystyle {\frac {a}{p}}={\frac {N}{m(b^{k}-1)}}\!\,.}
b ℓ − 1 je mnogokratnik p; bk − 1 ni mnogokratnik p (ker je k manj kot ℓ ); p pa je praštevilo, zato mora biti m mnogokratnik p,
{\displaystyle {\frac {am}{p}}={\frac {N}{b^{k}-1}}\!\,}
pa je celo število. Tako je:
{\displaystyle N\equiv 0{\pmod {b^{k}-1}}\!\,.}
Sedaj se razdeli niz a1a2...aℓ na h enakih delov dolžine k, in ti naj predstavljajo cela števila N0...Nh − 1 v osnovi b, tako, da je:
{\displaystyle {\begin{aligned}N_{h-1}&=[a_{1}\dots a_{k}]_{b}\\N_{h-2}&=[a_{k+1}\dots a_{2k}]_{b}\\&{}\ \ \vdots \\N_{0}&=[a_{l-k+1}\dots a_{l}]_{b}\end{aligned}}}
Za dokaz razširjenega Midyjevega izreka v osnovi b je treba pokazati, da je vsota h celih števil Ni mnogokratnik bk − 1.
Ker je bk kongruentno 1 modulo bk − 1, bo tudi vsaka potenca bk kongruentna 1 modulo bk − 1. Zato:
{\displaystyle N=\sum _{i=0}^{h-1}N_{i}b^{ik}=\sum _{i=0}^{h-1}N_{i}(b^{k})^{i}\!\,}
{\displaystyle \Rightarrow N\equiv \sum _{i=0}^{h-1}N_{i}{\pmod {b^{k}-1}}\!\,}
{\displaystyle \Rightarrow \sum _{i=0}^{h-1}N_{i}\equiv 0{\pmod {b^{k}-1}}\!\,,}
kar dokazuje razširjeni Midyjev izrek v osnovi b.
Za dokaz izvirnega Midyjevega izreka se 
vzame posebni primer, kjer je h = 2. N0 in N1 sta oba predstavljena z nizoma s k števkami v osnovi b, tako da za oba velja:
{\displaystyle 0\leq N_{i}\leq b^{k}-1\!\,.}
N0 in N1 ne moreta bita oba enaka 0 (saj bi bilo a/p = 0), in ne moreta biti oba enaka bk − 1 (ker bi bilo a/p = 1), tako da je:
{\displaystyle 0<N_{0}+N_{1}<2(b^{k}-1)\!\,,}
in, ker je N0 + N1 mnogokratnik od bk − 1, sledi, da je:
{\displaystyle N_{0}+N_{1}=b^{k}-1\!\,.}